# وزارة الدفاع (ليبيا)
وزارة الدفاع هي وزارة أنشئت بقرار من المؤتمر الوطني العام عام 2012 خلفاً للجنة الشعبية المؤقتة للدفاع.